# Willa Julia w Krakowie
Willa Julia – jeden z zabytkowych budynków Krakowa. Znajduje się w Dzielnicy XIII, w Podgórzu przy  pl. Lasoty 2.
Powstała w 1903 roku. Budynek, w stylu zwanym historyzmem, projektował architekt Władysław Ekielski. Zachował się wystrój zewnętrzny i wyposażenie wnętrz willi oraz ogród.
Początkowo była własnością radnego miasta Podgórza, działacza społecznego Wojciecha Bednarskiego i jego rodziny. Nazwę otrzymała na cześć żony Bednarskiego, Julii z Adamskich.
Wpisana do Rejestru zabytków nieruchomych miasta Krakowa razem z ogrodem.